# بلدة دور (ميشيغان)
دور (بالإنجليزية: Dorr Township, Michigan)‏ هي بلدة تقع بولاية ميشيغان في الولايات المتحدة. تبلغ مساحتها 93.7 (كم²)، وترتفع عن سطح البحر 213 م، بلغ عدد سكانها 7439 نسمة في عام تعداد الولايات المتحدة 2010 حسب إحصاء مكتب تعداد الولايات المتحدة وتصل الكثافة السكانية فيها 79.5 نسمة/كم2.

## أعلام
- أوين بايبر

## وصلات خارجية
- www.dorrtownship.org
- The US50 - Cities and Towns in Michigan State
- Michigan Cities and Towns, Facts, Map, Flag, Colleges, Government, and More